# Elard Hugo Meyer
Elard Hugo Meyer (* 6. Oktober 1837 in Bremen; † 11. Februar 1908 in Freiburg im Breisgau) war ein deutscher Lehrer, Volkskundler und Indogermanist.

## Biografie

### Ausbildung
Meyer war der Sohn eines Advokaten, der seit 1838 auch Stadtbibliokar in Bremen war. Meyer absolvierte das Alte Gymnasium in Bremen. Von 1856 bis 1860 studierte er Geschichte sowie alte und neue Philologie an der Universität Bonn, der Universität Tübingen und der Friedrich-Wilhelms-Universität Berlin. Von 1860 bis 1862 war als wissenschaftlicher Hilfsarbeiter bei dem konservativen Historiker Johann Martin Lappenberg in Hamburg bei der Herausgabe mehrerer Chroniken tätig.

### Beruf
Meyer wurde 1863 Lehrer an einer Volksschule in Bremen und dann an der Handelsschule in Bremen. 1876 ernannte ihn der Senat zum Professor und Direktor der Handelsschule. Er veröffentlichte Aufsätze zur mittelalterlichen deutschen und französischen Dichtung. Zur Bedeutung des Namens Bremen veröffentlichte er 1864 ein kurzes Werk und über die Studien- und Lehrtätigkeit von Bürgermeister Johann Smidt schrieb er 1873. Er gab von 1875 bis 1878 Jacob Grimms Deutsche Mythologie in der vierten Auflage heraus. 1882 erkrankte er, trat als Lehrer in den Ruhestand und siedelte nach Freiburg im Breisgau über.

### Honorarprofessor in Freiburg
1888 wurde er Privatdozent. Seit 1889 lehrte er zunächst als Privatdozent, später als Honorarprofessor für Volkskunde an der Universität Freiburg. Er hielt u. a. Vorlesungen über Germanische Mythologie (jeweils Sommersemester 1890, 1897, 1899 und 1901).
Ein wichtiges Werk war Indogermanische Mythen von 1883. Hier zeigte er auf, dass sich die indoeuropäische Religion von einem Seelenglauben (animistische Ahnenverehrung) über den Geistesglauben (Glaube an Naturdämonen, wie Windgeister und später Wetter- und Lichtgeister) zu einem Götterglauben entwickelte. Der Götterglaube entwickelte sich erst nach der Aufspaltung des ursprünglichen indogermanischen Stammes in mehrere Gruppen. Die Götter entwickelten sich aus den verschiedenen Naturdämonen, gehen aber meist auf Lichtgeister zurück. Es entstanden auch die ersten Mythen, die den Kampf zwischen den Göttern und den älteren Dämonen behandeln. Ähnlichkeiten zwischen verschiedenen indogermanischen Göttern gehen auch die Gleichheit der Vorbilder und eine analoge Entwicklung zurück, die Götterfiguren selbst sind aber, im Gegensatz zu den Ansichten etwa Max Müllers, nicht direkt vergleichbar.
Zur Volkskunde führte er eine Fragebogenaktion durch. Dazu bereiste und erwanderte er die gesamte badische Umgebung und traf sich mit Lehrern, Geistlichen, Beamten, Wirtsleuten und mit älteren Menschen. 1898 gab er eine Deutsche Volkskunde heraus.

## Schriften (Auswahl)
- Abhandlung über Roland. In: Programm der Hauptschule zu Bremen 1868. Digitalisat.
- Indogermanische Mythen. 2 Bände. Dümmler, Berlin 1883–1987:
  - Band 1: Gandharven – Kentauren.
  - Band 2: Achilleis.
- Germanische Mythologie (= Lehrbücher der germanischen Philologie. Bd. 1). Mayer & Müller, Berlin 1891.
- Deutsche Volkskunde. Karl J. Trübner, Straßburg 1898 (Reprint). Reprint-Verlag Leipzig, Holzminden 1997, ISBN 3-8262-1304-1.
- Badisches Volksleben im neunzehnten Jahrhundert. Karl J. Trübner, Straßburg 1900 (Reprint, ergänzt um ein Ortsregister, eine Auswahlbibliografie zur neueren Brauchforschung und einer Kurzbiografie zu E. H. Meyer. (= Forschungen und Berichte zur Volkskunde in Baden-Württemberg. Bd. 8). Theiss, Stuttgart 1984, ISBN 3-8062-0786-0). Digitalisat der Ausgabe von 1900 im Internet Archive
- Mythologie der Germanen, gemeinfasslich vorgestellt. Karl J. Trübner, Straßburg 1903.